# Itsuki Someno
Itsuki Someno (染野 唯月, Someno Itsuki), né le 12 septembre 2001 à Ibaraki au Japon, est un footballeur japonais. Il joue au poste d'avant-centre au Tokyo Verdy en prêt de Kashima Antlers.

## Biographie

### En club
Né dans la préfecture d'Ibaraki au Japon, Itsuki Someno est formé à Kashima Antlers avant de jouer pour le lycée Shoshi. Il fait son retour à Kashima Antlers en janvier 2020. Someno joue son premier match en professionnel le 4 juillet 2020, à l'occasion d'une rencontre de J. League 1 contre le Kawasaki Frontale. Il entre en jeu à la place de Ryuji Izumi et son équipe s'incline (2-1).
Someno inscrit son premier but en professionnel le 12 août 2020, lors d'une rencontre de coupe de la Ligue japonaise contre le Shimizu S-Pulse. Il est titularisé ce jour-là et participe à la victoire de son équipe par trois buts à deux,.
Le 17 juillet 2022, Itsuki Someno est prêté jusqu'à la fin de la saison au Tokyo Verdy.
En décembre 2022 est annoncé le retour de Someno à Kashima Antlers pour la saison à venir.
Le 4 juillet 2023, Itsuki Someno fait son retour au Tokyo Verdy, étant prêté jusqu'à la fin de l'année par le Kashima Antlers.

### En sélection
Itsuki Someno représente l'équipe du Japon des moins de 18 ans, pour un total de deux matchs joués en 2019.